# Großer Preis von Großbritannien 1964
Der Große Preis von Großbritannien 1964 (offiziell XVII RAC British Grand Prix) fand am 11. Juli auf dem Brands Hatch Circuit in Kent statt und war das fünfte Rennen der Automobil-Weltmeisterschaft 1964. Der Grand Prix hatte auch den FIA-Ehrentitel Großer Preis von Europa.

## Berichte

### Hintergrund

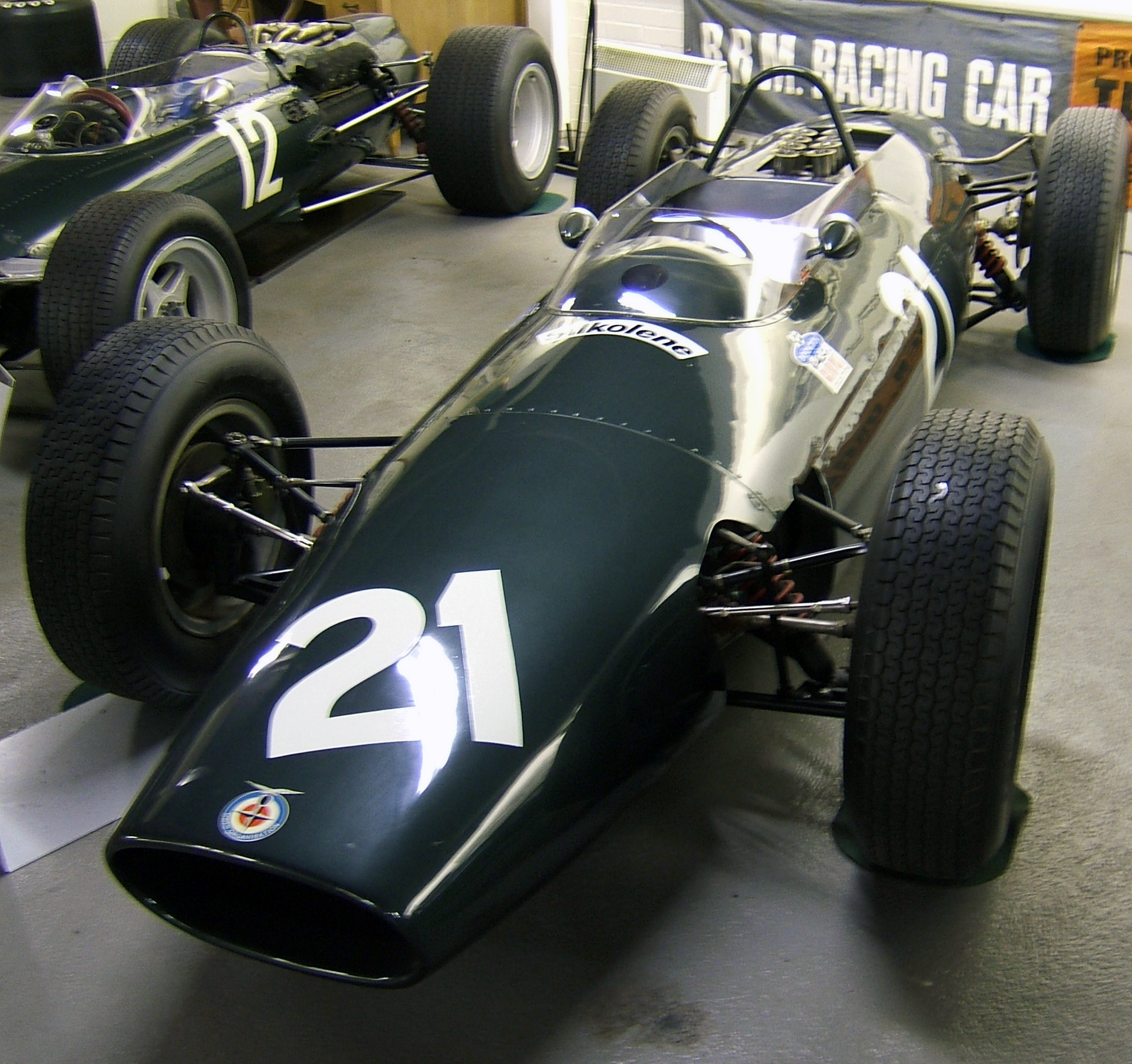
BRM P67

Nachdem der Austragungsort des Großen Preises von Großbritannien in den Jahren zuvor regelmäßig zwischen dem Aintree Circuit und dem Silverstone Circuit wechselte, fand das Rennen 1964 zum ersten Mal auf dem Brands Hatch Circuit statt. In den folgenden Jahrzehnten wechselte der Austragungsort bis 1986 zwischen Brands Hatch und Silverstone im jährlichen Wechsel. Es wurde auf der längeren Streckenvariante gefahren, der Kurs galt als fahrerisch anspruchsvoll und verlief mit einer hügeligen Streckenführung durch einen Wald. Clark beschrieb die Strecke als genauso schwierig wie Monaco, da pro Runde 20 Gangwechsel zu tätigen waren und die Radaufhängung während eines gesamten Rennens belastet wurde.
Nach einem schweren Unfall bei einem Formel-2-Rennen auf dem Circuit de Reims-Gueux war Peter Arundell schwer verletzt und kehrte erst 1966 wieder zum Motorsport zurück. Aus diesem Grund verpflichtete Lotus mit Mike Spence einen neuen Stammfahrer, für den es das erste Saisonrennen war. Erneut wurde für dessen Teamkollege Jim Clark der neue Lotus 33 gemeldet, aber nur in den Trainingssitzungen eingesetzt. Der Wagen debütierte beim nächsten Grand Prix, dem Großen Preis von Deutschland.
Ferrari meldete drei verschiedene Fahrzeuge für das Rennen. Lorenzo Bandini fuhr den Ferrari 156 Aero, für John Surtees standen der Ferrari 156 und der Ferrari 158 zur Verfügung. B.R.P. setzte zwei BRP Mk2 für Innes Ireland und Trevor Taylor ein. Durch einen Trainingsunfall musste Taylor jedoch auf den Lotus 24 Ersatzwagen zurückgreifen, es war für das Team das letzte Mal, dass ein Kundenfahrzeug in einem Rennen der Automobil-Weltmeisterschaft verwendet wurde. B.R.M. meldete neben Graham Hill und Richie Ginther einen dritten Fahrer, Richard Attwood. Dies war seine erste Meldung für ein Rennen der Automobil-Weltmeisterschaft, sie wurde aber zurückgezogen und sein Debüt fand erst 1965 statt. Attwood sollte einen BRM P67 mit Allradantrieb fahren, der in Zusammenarbeit mit Ferguson Research konstruiert worden war.
Auch bei den Teams mit Kundenfahrzeugen gab es Veränderungen. Peter Revson verließ Reg Parnell Racing und fuhr den Rest der Saison als Privatier. Fahrer des Reg Parnell Racing Teams blieben Chris Amon und Mike Hailwood. Das Rob Walker Racing Team kehrte nach einem Rennen Pause zurück und fuhr mit Joakim Bonnier. Auch die Scuderia Centro Sud war mit zwei BRM P57 für Tony Maggs und Giancarlo Baghetti wieder gemeldet. John Taylor fuhr sein einziges Saisonrennen, das gleichzeitig sein Debüt in der Automobil-Weltmeisterschaft war. Er fuhr einen Cooper T73 mit Ford-Cosworth-Motor und war der erste, der einen Ford-Motor in einem Cooper einsetzte. Auch Frank Gardner debütierte und bestritt sein einziges Saisonrennen. Sein Brabham BT10 war der erste Brabham mit Ford-Motorisierung. Außerdem trat Ian Raby mit einem Brabham BT3 an.
Mit Jack Brabham und Clark nahmen zwei ehemalige Sieger am Rennen teil, bei den Konstrukteuren waren zuvor Ferrari siebenmal, Cooper und Lotus jeweils zweimal erfolgreich. In der Fahrerwertung lag Clark einen Punkt vor Graham Hill und zehn Zähler vor Ginther. In der Konstrukteurswertung führte Lotus vier Punkte vor B.R.M. und elf Zähler vor Brabham.

### Training
In der ersten Trainingssitzung verunfallte Trevor Taylor schwer. Sein Fuß wurde unter dem Bremspedal eingeklemmt und ohne Bremsen verlor er die Kontrolle über den Wagen, der über einen als Streckenbegrenzung dienenden Hügel flog und schwer beschädigt wurde. Trevor Taylor wurde aus dem Fahrzeug geschleudert und verletzte sich am Rücken, trotzdem nahm er später am Rennen teil.
Clark sicherte sich die Pole-Position und war zwei Zehntelsekunden schneller als der Zweitplatzierte Graham Hill. Für Clark war es die zweite Pole-Position in Folge und die dritte der Saison. Graham Hill folgten mit jeweils einer Zehntelsekunde Abstand die beiden Brabham Fahrer Dan Gurney und Brabham. Surtees wurde Fünfter vor McLaren. Bester Fahrer mit Kundenwagen war Anderson auf Startplatz sieben, die ersten zehn wurden von Bandini, Bonnier und Innes Ireland komplettiert.
Maurice Trintignant qualifizierte sich nicht fürs Rennen, da seine schnellste gefahrene Runde zu langsam war. Er war zehn Sekunden langsamer als Maggs auf dem letzten Startplatz und über 16 Sekunden fehlten ihm auf die Pole-Zeit von Clark. Dies war das einzige Rennen in der langen Karriere von Trintignant, für das er sich nicht qualifizieren konnte.

### Rennen
Beim Start versuchte Gurney Clark zu überholen. Da Clark aber in der Innenseite der Kurve war, behielt er die Führung und baute bereits in der ersten Runde etwas Vorsprung auf Gurney auf. Unmittelbar nach dem Start verunglückte Gardner, blieb aber unverletzt. Gurney fuhr einen neuen Rundenrekord auf der Strecke und kam Clark stetig näher; Probleme mit der Zündung seines Brabham verursachten allerdings einen Reparaturboxenstopp, durch den er viele Plätze verlor. Graham Hill rückte auf Rang zwei vor und kam ebenfalls näher an Clark heran. Dahinter überholte Surtees Brabham, verbesserte den Rundenrekord ein weiteres Mal und verkürzte den Abstand zu Graham Hill. Einige Runden später wurde die Lücke zwischen diesen beiden Fahrern wieder größer.
Im hinteren Feld gab es einige Ausfälle. McLaren stellte seinen Cooper in Runde sieben mit Getriebeschaden ab, die Fahrer von Reg Parnell Racing folgten anschließend mit defekter Kupplung beziehungsweise beschädigter Ölleitung. Taylor gab freiwillig auf, da er durch die Schmerzen im Rücken nach seinem Trainingsunfall körperlich nicht mehr in der Lage war weiterzufahren. Raby verunfallte im späteren Rennverlauf, Maggs, Revson und Bonnier schieden mit technischen Problemen aus. Auch Brabham kam an die Box, um einen vermuteten Aufhängungsschaden von seinen Mechanikern untersuchen zu lassen. Bei einem Versuch Surtees zu überholen hatte er sich zuvor von der Strecke gedreht. Das Problem wurde beim Boxenstopp nicht behoben, und auch als Brabham ein weiteres Mal an die Box kam, wurde er ohne Reparatur wieder auf die Strecke geschickt. Nach dem Rennen stellte sich heraus, dass durch einen defekten Tank Öl auf die Reifen tropfte und die Fahrbarkeit des Fahrzeugs einschränkte. Brabham war nach den beiden Stopps Siebter hinter Anderson, Phil Hill und Bandini, die er im weiteren Rennverlauf nacheinander überholte.
An der Spitze hatten Clark und Graham Hill einen intensiven Zweikampf, der durch Ölprobleme an Graham Hills B.R.M. entschieden wurde. Clark baute seinen Vorsprung im letzten Renndrittel kontinuierlich aus und verbesserte mehrmals den Rundenrekord. Erst in den letzten Rennrunden verringerte er das Tempo, sodass Graham Hill noch einmal bis auf 2,8 Sekunden herankam. Clark sowie Lotus gewannen ihr drittes und letztes Saisonrennen; für Clark war es der dritte Gewinn in Folge beim Großen Preis von Großbritannien. Neben dem Sieg, der Pole-Position und dem Fahren der schnellsten Rennrunde führte Clark das gesamte Rennen an, er erzielte damit einen Grand Slam. Mit Graham Hill und John Surtees erreichten zwei weitere britische Fahrer das Podium beim Heimrennen. Brabham wurde Vierter vor Bandini und Phil Hill. Für Phil Hill war es der letzte Punkt seiner Karriere in der Automobil-Weltmeisterschaft. Anderson, Ginther, Spence und Ireland komplettierten die ersten zehn.
In der Fahrerwertung baute Clark seinen Vorsprung auf Graham Hill auf vier Punkte aus, Ginther als Drittplatzierter hatte bereits 19 Zähler Rückstand. In der Konstrukteurswertung behielt Lotus die Führung vor B.R.M. und Brabham.

## Meldeliste
| Team                        | Nr. | Fahrer              | Chassis          | Motor          | Reifen |
| --------------------------- | --- | ------------------- | ---------------- | -------------- | ------ |
| Team Lotus                  | 01  | Jim Clark           | Lotus 25         | Climax 1.5 V8  | D      |
| Team Lotus                  | 01  | Jim Clark           | Lotus 33         | Climax 1.5 V8  | D      |
| Team Lotus                  | 02  | Mike Spence         | Lotus 25         | Climax 1.5 V8  | D      |
| Owen Racing Organisation    | 03  | Graham Hill         | BRM P261         | BRM 1.5 V8     | D      |
| Owen Racing Organisation    | 04  | Richie Ginther      | BRM P261         | BRM 1.5 V8     | D      |
| Owen Racing Organisation    | 21  | Richard Attwood     | BRM P67          | BRM 1.5 V8     | D      |
| Brabham Racing Organisation | 05  | Jack Brabham        | Brabham BT7      | Climax 1.5 V8  | D      |
| Brabham Racing Organisation | 06  | Dan Gurney          | Brabham BT7      | Climax 1.5 V8  | D      |
| Scuderia Ferrari SpA SEFAC  | 07  | John Surtees        | Ferrari 158      | Ferrari 1.5 V8 | D      |
| Scuderia Ferrari SpA SEFAC  | 07  | John Surtees        | Ferrari 156      | Ferrari 1.5 V6 | D      |
| Scuderia Ferrari SpA SEFAC  | 08  | Lorenzo Bandini     | Ferrari 156 Aero | Ferrari 1.5 V6 | D      |
| Cooper Car Company          | 09  | Bruce McLaren       | Cooper T73       | Climax 1.5 V8  | D      |
| Cooper Car Company          | 10  | Phil Hill           | Cooper T73       | Climax 1.5 V8  | D      |
| British Racing Partnership  | 11  | Innes Ireland       | BRP Mk2          | BRM 1.5 V8     | D      |
| British Racing Partnership  | 12  | Trevor Taylor       | BRP Mk2          | BRM 1.5 V8     | D      |
| British Racing Partnership  | 12  | Trevor Taylor       | Lotus 24         | BRM 1.5 V8     | D      |
| Reg Parnell Racing          | 14  | Mike Hailwood       | Lotus 25         | BRM 1.5 V8     | D      |
| Reg Parnell Racing          | 15  | Chris Amon          | Lotus 25         | BRM 1.5 V8     | D      |
| Rob Walker Racing Team      | 16  | Joakim Bonnier      | Brabham BT11     | BRM 1.5 V8     | D      |
| Rob Walker Racing Team      | 16  | Joakim Bonnier      | Cooper T66       | Climax 1.5 V8  | D      |
| Scuderia Centro Sud         | 17  | Tony Maggs          | BRM P57          | BRM 1.5 V8     | D      |
| Scuderia Centro Sud         | 18  | Giancarlo Baghetti  | BRM P57          | BRM 1.5 V8     | D      |
| DW Racing Enterprises       | 19  | Bob Anderson        | Brabham BT11     | Climax 1.5 V8  | D      |
| Siffert Racing Team         | 20  | Joseph Siffert      | Brabham BT11     | BRM 1.5 V8     | D      |
| Bob Gerard Racing           | 22  | John Taylor         | Cooper T73       | Ford 1.0 L4    | D      |
| Ian Raby Racing             | 23  | Ian Raby            | Brabham BT3      | BRM 1.5 V8     | D      |
| Revson Racing               | 24  | Peter Revson        | Lotus 24         | BRM 1.5 V8     | D      |
| Maurice Trintignant         | 25  | Maurice Trintignant | BRM P57          | BRM 1.5 V8     | D      |
| John Willment Automobiles   | 26  | Frank Gardner       | Brabham BT10     | Ford 1.5 L4    | D      |

Anmerkungen
1. 1 2  Clark fuhr beide Wagen im Training, den Lotus 25 mit der Nummer 2 im Rennen.
2. 1 2  Surtees fuhr den Ferrari 158 mit der Nummer 7 in den Trainingssitzungen und im Rennen.
3. 1 2  Taylor fuhr den BRP mit der Nummer 12 in den Trainingssitzungen und den Lotus 24 im Rennen.
4. 1 2  Bonnier fuhr den Brabham mit der Nummer 16 in den Trainingssitzungen und im Rennen.

## Klassifikationen

### Startaufstellung
| Pos. | Fahrer              | Konstrukteur   | Zeit   | Ø-Geschwindigkeit | Start |
| ---- | ------------------- | -------------- | ------ | ----------------- | ----- |
| 01   | Jim Clark           | Lotus-Climax   | 1:38,1 | 106,92 km/h       | 01    |
| 02   | Graham Hill         | B.R.M.         | 1:38,3 | 156,20 km/h       | 02    |
| 03   | Dan Gurney          | Brabham-Climax | 1:38,4 | 156,04 km/h       | 03    |
| 04   | Jack Brabham        | Brabham-Climax | 1:38,5 | 155,88 km/h       | 04    |
| 05   | John Surtees        | Ferrari        | 1:38,7 | 155,56 km/h       | 05    |
| 06   | Bruce McLaren       | Cooper-Climax  | 1:39,6 | 154,16 km/h       | 06    |
| 07   | Bob Anderson        | Brabham-Climax | 1:39,8 | 153,85 km/h       | 07    |
| 08   | Lorenzo Bandini     | Ferrari        | 1:40,2 | 153,23 km/h       | 08    |
| 09   | Joakim Bonnier      | Brabham-B.R.M. | 1:40,2 | 153,23 km/h       | 09    |
| 10   | Innes Ireland       | BRP-B.R.M.     | 1:40,8 | 152,32 km/h       | 10    |
| 11   | Chris Amon          | Lotus-B.R.M.   | 1:41,2 | 151,72 km/h       | 11    |
| 12   | Mike Hailwood       | Lotus-B.R.M.   | 1:41,4 | 151,42 km/h       | 12    |
| 13   | Mike Spence         | Lotus-Climax   | 1:41,4 | 151,42 km/h       | 13    |
| 14   | Richie Ginther      | B.R.M.         | 1:41,6 | 151,12 km/h       | 14    |
| 15   | Phil Hill           | Cooper-Climax  | 1:42,6 | 149,65 km/h       | 15    |
| 16   | Joseph Siffert      | Brabham-B.R.M. | 1:42,8 | 149,36 km/h       | 16    |
| 17   | Ian Raby            | Brabham-B.R.M. | 1:42,8 | 149,36 km/h       | 17    |
| 18   | Trevor Taylor       | Lotus-B.R.M.   | 1:42,8 | 149,36 km/h       | 18    |
| 19   | Frank Gardner       | Brabham-Ford   | 1:43,0 | 149,07 km/h       | 19    |
| 20   | John Taylor         | Cooper-Ford    | 1:43.2 | 148,78 km/h       | 20    |
| 21   | Giancarlo Baghetti  | Lotus-B.R.M.   | 1:43,4 | 148,49 km/h       | 21    |
| 22   | Peter Revson        | Lotus-B.R.M.   | 1:43,4 | 148,49 km/h       | 22    |
| 23   | Tony Maggs          | B.R.M.         | 1:45,0 | 146,23 km/h       | 23    |
| DNQ  | Maurice Trintignant | B.R.M.         | 1:54,4 | 134,21 km/h       | –     |

### Rennen
| Pos. | Fahrer             | Konstrukteur   | Runden | Stopps | Zeit        | Start | Schnellste Runde |
| ---- | ------------------ | -------------- | ------ | ------ | ----------- | ----- | ---------------- |
| 01   | Jim Clark          | Lotus-Climax   | 80     | 0      | 2:15:07,0   | 01    | 1:38,8 (73.)     |
| 02   | Graham Hill        | B.R.M.         | 80     | 0      | + 2,8       | 02    | 1:39,2           |
| 03   | John Surtees       | Ferrari        | 80     | 0      | + 1:20,6    | 05    | 1:39,6           |
| 04   | Jack Brabham       | Brabham-Climax | 79     | 2      | + 1 Runde   | 04    | 1:40,4           |
| 05   | Lorenzo Bandini    | Ferrari        | 78     | 0      | + 2 Runden  | 08    | 1:40,6           |
| 06   | Phil Hill          | Cooper-Climax  | 78     | 0      | + 2 Runden  | 15    | 1:41,6           |
| 07   | Bob Anderson       | Brabham-Climax | 78     | 0      | + 2 Runden  | 07    | 1:41,2           |
| 08   | Richie Ginther     | B.R.M.         | 77     | 0      | + 3 Runden  | 14    | 1:42,4           |
| 09   | Mike Spence        | Lotus-Climax   | 77     | 0      | + 3 Runden  | 13    | 1:42,8           |
| 10   | Innes Ireland      | BRP-B.R.M.     | 77     | 0      | + 3 Runden  | 10    | 1:43,8           |
| 11   | Joseph Siffert     | Brabham-B.R.M. | 76     | 0      | + 4 Runden  | 16    | 1:43,8           |
| 12   | Giancarlo Baghetti | B.R.M.         | 76     | 0      | + 4 Runden  | 21    | 1:44,8           |
| 13   | Dan Gurney         | Brabham-Climax | 75     | 1      | + 5 Runden  | 03    | 1:40,4           |
| 14   | John Taylor        | Cooper-Ford    | 56     | 0      | + 24 Runden | 20    | 1:44,4           |
| –    | Joakim Bonnier     | Brabham-B.R.M. | 45     | 0      | DNF         | 09    | 1:43,2           |
| –    | Peter Revson       | Lotus-B.R.M.   | 43     | 0      | DNF         | 22    | 1:46,6           |
| –    | Tony Maggs         | B.R.M.         | 38     | 0      | DNF         | 23    | 1:45,8           |
| –    | Ian Raby           | Brabham-B.R.M. | 37     | 0      | DNF         | 17    | 1:45,0           |
| –    | Trevor Taylor      | Lotus-B.R.M.   | 23     | 0      | DNF         | 18    | 1:44,0           |
| –    | Mike Hailwood      | Lotus-B.R.M.   | 17     | 0      | DNF         | 12    | 1:43,6           |
| –    | Chris Amon         | Lotus-B.R.M.   | 9      | 0      | DNF         | 11    | 1:43,4           |
| –    | Bruce McLaren      | Cooper-Climax  | 6      | 0      | DNF         | 06    | 1:40,6           |
| –    | Frank Gardner      | Brabham-Ford   | 0      | 0      | DNF         | 19    | –                |

## WM-Stände nach dem Rennen
Die ersten sechs des Rennens bekamen 9, 6, 4, 3, 2, 1 Punkte. Es zählten nur die sechs besten Ergebnisse aus zehn Rennen. In der Konstrukteurswertung zählten dabei nur die Punkte des bestplatzierten Fahrers eines Teams.

### Fahrerwertung
| Pos. | Fahrer          | Konstrukteur            | Punkte |
| ---- | --------------- | ----------------------- | ------ |
| 01   | Jim Clark       | Lotus-Climax            | 30     |
| 02   | Graham Hill     | B.R.M.                  | 26     |
| 03   | Richie Ginther  | B.R.M.                  | 11     |
| 04   | Peter Arundell  | Lotus-Climax            | 11     |
| 05   | Jack Brabham    | Brabham-Climax          | 11     |
| 06   | John Surtees    | Ferrari                 | 10     |
| 07   | Dan Gurney      | Brabham-Climax          | 10     |
| 08   | Bruce McLaren   | Cooper-Climax           | 7      |
| 09   | Joakim Bonnier  | Cooper-Climax / Brabham | 2      |
| 10   | Chris Amon      | Lotus-B.R.M.            | 2      |
| 11   | Lorenzo Bandini | Ferrari                 | 2      |
| 12   | Mike Hailwood   | Lotus-B.R.M.            | 1      |
| 13   | Bob Anderson    | Brabham-Climax          | 1      |
| 14   | Phil Hill       | Cooper-Climax           | 1      |

| Pos. | Fahrer                  | Konstrukteur           | Punkte |
| ---- | ----------------------- | ---------------------- | ------ |
| 15   | Trevor Taylor           | BRP-B.R.M.             | 0      |
| 16   | Joseph Siffert          | Lotus-B.R.M. / Brabham | 0      |
| 17   | Giancarlo Baghetti      | B.R.M.                 | 0      |
| 18   | Mike Spence             | Lotus-Climax           | 0      |
| 19   | Innes Ireland           | BRP-B.R.M.             | 0      |
| 20   | Maurice Trintignant     | B.R.M.                 | 0      |
| 21   | John Taylor             | Cooper-Ford            | 0      |
| –    | Carel Godin de Beaufort | Porsche                | 0      |
| –    | André Pilette           | Scirocco-Climax        | 0      |
| –    | Peter Revson            | Lotus-B.R.M.           | 0      |
| –    | Tony Maggs              | B.R.M.                 | 0      |
| –    | Ian Raby                | Brabham-B.R.M.         | 0      |
| –    | Frank Gardner           | Brabham-Ford           | 0      |

### Konstrukteurswertung
| Pos. | Konstrukteur   | Punkte |
| ---- | -------------- | ------ |
| 01   | Lotus-Climax   | 34     |
| 02   | B.R.M.         | 27     |
| 03   | Brabham-Climax | 17     |
| 04   | Ferrari        | 10     |
| 05   | Cooper-Climax  | 10     |

| Pos. | Konstrukteur    | Punkte |
| ---- | --------------- | ------ |
| 06   | Lotus-B.R.M.    | 3      |
| 07   | Cooper-Ford     | 0      |
| –    | BRP-B.R.M.      | 0      |
| –    | Porsche         | 0      |
| –    | Scirocco-Climax | 0      |